# Ignacy Wald
Ignacy Wald (ur. 21 lutego 1923 w Warszawie, zm. 17 grudnia 1991 w Londynie) – polski neurolog i genetyk.

## Życiorys
Ukończył studia z zakresu chorób wewnętrznych i neurologii.
Oprócz neurologii i genetyki do jego głównych zainteresowań naukowych należały zaburzenia psychiczne, alkoholizm i inne uzależnienia. Był honorowym wiceprzewodniczącym Międzynarodowej Rady ds. Alkoholizmu i Uzależnienia od Narkotyków. W Polsce działał jako przewodniczący komitetu ekspertów wyznaczonego przez rządową Komisję ds. Zapobiegania Alkoholizmowi.

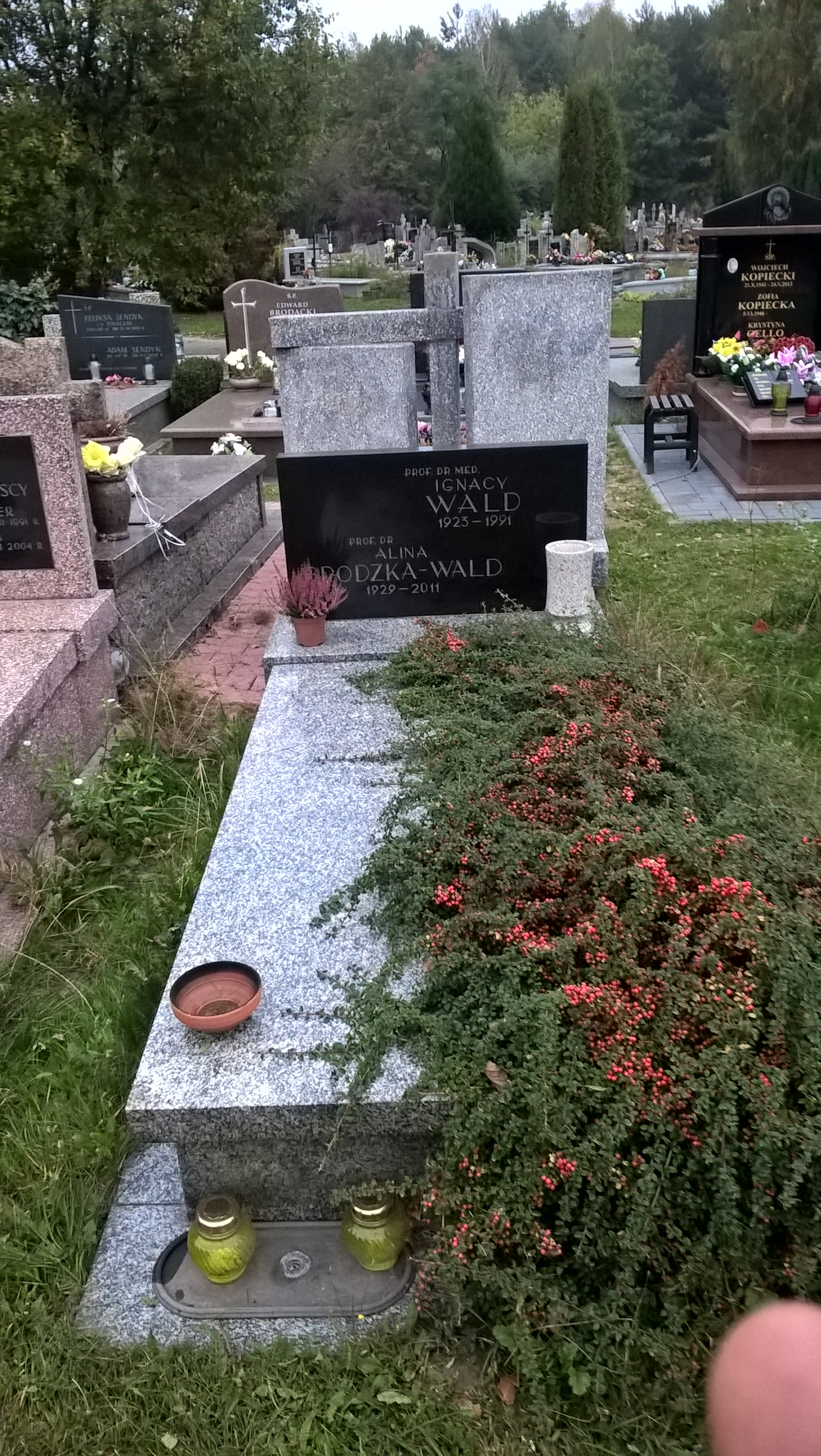
Grób małżeństwa Waldów

Zmarł w Londynie po operacji serca (chorował ciężko już wiele lat wcześniej). Pochowany został na warszawskim cmentarzu na Wólce Węglowej.
Jego żoną była prof. Alina Brodzka-Wald, którą znał od około 1945.